# Amerie

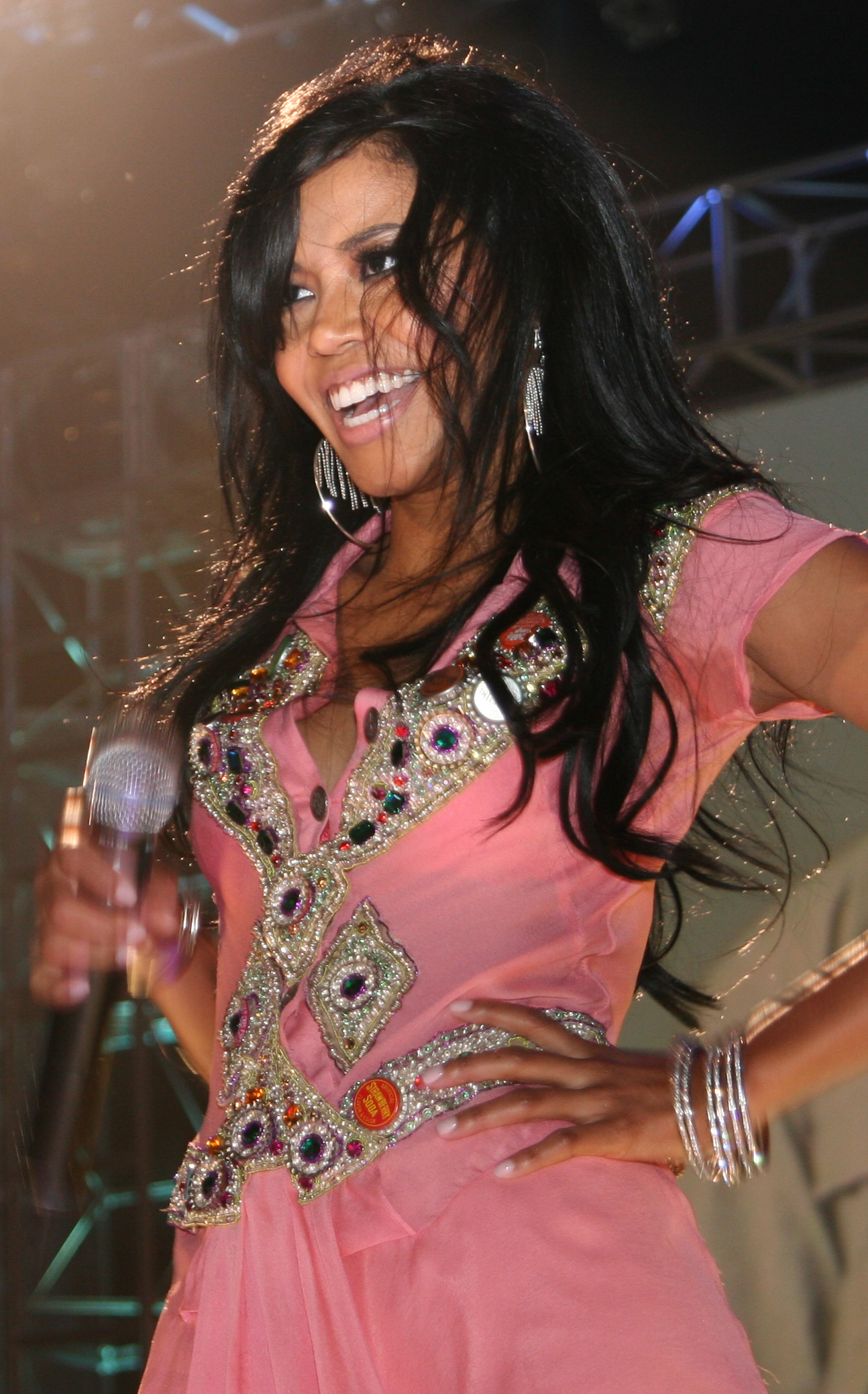
Amerie (2005)

Amerie Mi Marie Rogers (* 12. Januar 1980 in Fitchburg, Massachusetts) ist eine US-amerikanische R&B-Sängerin.

## Leben

### Kindheit
Rogers kam im Januar 1980 als erste Tochter eines Afroamerikaners und einer Südkoreanerin zur Welt. Da ihr Vater Offizier in der amerikanischen Armee war, kamen sie und ihre jüngere Schwester Angela bereits im Kindesalter viel um die Welt. So wuchs sie unter anderem in Alaska, Texas und Südkorea auf; in jüngeren Jahren lebte sie auch eine Zeit lang in Deutschland. Später bezog die Familie in Washington, D.C. einen festen Wohnsitz. Nach dem Highschool-Abschluss entschied Rogers sich für ein Studium an der Georgetown University, wo sie 2000 ihren Bachelor in Englisch und Fine Arts erhielt.

### Karriere

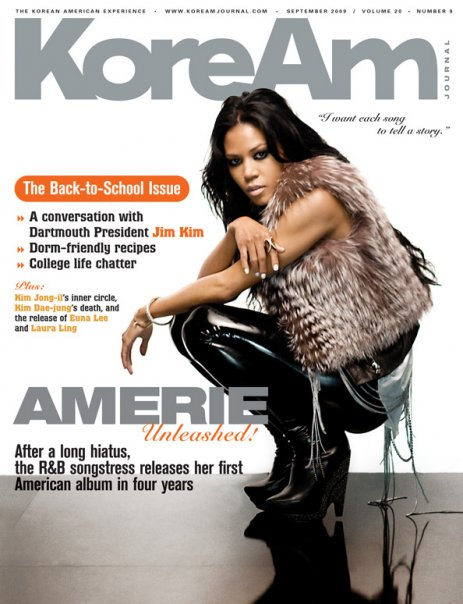
Amerie auf dem Cover des Magazins KoreAm (September 2009)

Amerie schaffte ihren großen Durchbruch im Jahr 2001 auf dem Song "Rule" zusammen mit Nas auf dessen Album Stillmatic. Danach machte Rogers als Chorusstimme auf den Alben von Ja Rule und Bow Wow auf sich aufmerksam. Zur gleichen Zeit in etwa lernte Amerie den Produzenten Rich Harrison kennen, welcher ihr im Folgejahr zu einem Plattenvertrag bei Sonys Sublabel Columbia Records verhalf. Erst 2002 erschien ihr Solodebüt All I Have. Das Album, für dessen Produktion sich allein Harrison verantwortlich zeigte, wurde nicht zuletzt dank zweier erfolgreicher Radiohits, "Why Don’t We Fall in Love" und "Talkin’ to Me", ein Top-10-Hit. Bisher verkaufte die Platte allein in den USA mehr als 600.000 Einheiten.
Im Anschluss veröffentlichte Amerie mit dem Diana-Ross-Cover "I’m Coming Out" den Soundtrack zur Filmkomödie Manhattan Love Story. Des Weiteren war sie sowohl mit LL Cool J und ihrem Duett "Paradise" als auch mit der DJ Kay Slay-Produktion "Too Much for Me" zwei weitere Male erfolgreich in den Charts vertreten. Anfang 2003 lehnte sie einen Moderationsjob auf dem Musikkanal BET ab, um eine Nebenrolle in der romantischen Komödie First Daughter – Date mit Hindernissen (mit Katie Holmes und Michael Keaton) anzunehmen.
Im März 2005 steuerte Rogers mit der Single "One Thing" den Soundtrack zum Kinoerfolg Hitch – Der Date Doktor bei. Die Rich-Harrison-Produktion wurde zu einem weltweiten Top-10-Hit und verhalf der Sängerin auch auf internationalem Terrain zum endgültigen Durchbruch; letztlich wurde der Song sogar mit mehreren Billboard und Soul Train Awards ausgezeichnet sowie einer Nominierung für den Grammy als "Bester R&B Song" bedacht. Während die nachfolgenden Solosingles nicht an den Erfolg anschließenden konnten, kehrte Amerie Ende 2005 mit Hilfe von Ricky Martin, Fat Joe und der gemeinsamen Single "I Don’t Care" noch einmal in die oberen Chartränge zurück.
Im Frühjahr 2007 beendete Amerie die Studioaufnahmen zu ihrem dritten Studioalbum Because I Love It, für dessen Produktion sich unter anderem Bryan Michael Cox, Tim & Bob, The Buchanans, DJ Premier, CeeLo Green verantwortlich zeigten. Die erste Single-Auskopplung des neuen Albums, „Take Control“, platzierte sich mitunter in den Top-10 der britischen Charts. Nachfolgend wurde im Spätsommer 2007 die Single "Gotta Work" veröffentlicht.
Am 6. November 2009 erschien ihr Album In Love & War.
Seit 2020 ist sie mit Amerie’s Book Club als Buchinfluencerin aktiv und postet regelmäßig Neues aus der Buchwelt.

## Diskografie

### Alben
| Jahr | Titel             | Höchstplatzierung, Gesamtwochen, AuszeichnungChartplatzierungen (Jahr, Titel, Platzierungen, Wochen, Auszeichnungen, Anmerkungen) | Höchstplatzierung, Gesamtwochen, AuszeichnungChartplatzierungen (Jahr, Titel, Platzierungen, Wochen, Auszeichnungen, Anmerkungen) | Höchstplatzierung, Gesamtwochen, AuszeichnungChartplatzierungen (Jahr, Titel, Platzierungen, Wochen, Auszeichnungen, Anmerkungen) | Höchstplatzierung, Gesamtwochen, AuszeichnungChartplatzierungen (Jahr, Titel, Platzierungen, Wochen, Auszeichnungen, Anmerkungen) | Höchstplatzierung, Gesamtwochen, AuszeichnungChartplatzierungen (Jahr, Titel, Platzierungen, Wochen, Auszeichnungen, Anmerkungen) | Höchstplatzierung, Gesamtwochen, AuszeichnungChartplatzierungen (Jahr, Titel, Platzierungen, Wochen, Auszeichnungen, Anmerkungen) | Anmerkungen         |
| Jahr | Titel             | DE | AT | CH | UK | US | R&B | Anmerkungen         |
| ---- | ----------------- | --- | --- | --- | --- | --- | --- | ------------------- |
| 2002 | All I Have        | — | — | — | — | US9 Gold · (29 Wo.)US | R&B2 (35 Wo.)R&B | Verkäufe: + 500.000 |
| 2005 | Touch             | DE91 (1 Wo.)DE | — | CH83 (4 Wo.)CH | UK28 Gold · (13 Wo.)UK | US5 Gold · (16 Wo.)US | R&B3 (23 Wo.)R&B | Verkäufe: + 600.000 |
| 2007 | Because I Love It | — | — | CH42 (3 Wo.)CH | UK17 Silber · (6 Wo.)UK | — | — | Verkäufe: + 60.000  |
| 2009 | In Love & War     | — | — | — | — | US46 (3 Wo.)US | R&B3 (16 Wo.)R&B |                     |

### Singles
| Jahr | Titel Album                          | Höchstplatzierung, Gesamtwochen, AuszeichnungChartplatzierungen (Jahr, Titel, Album, Platzierungen, Wochen, Auszeichnungen, Anmerkungen) | Höchstplatzierung, Gesamtwochen, AuszeichnungChartplatzierungen (Jahr, Titel, Album, Platzierungen, Wochen, Auszeichnungen, Anmerkungen) | Höchstplatzierung, Gesamtwochen, AuszeichnungChartplatzierungen (Jahr, Titel, Album, Platzierungen, Wochen, Auszeichnungen, Anmerkungen) | Höchstplatzierung, Gesamtwochen, AuszeichnungChartplatzierungen (Jahr, Titel, Album, Platzierungen, Wochen, Auszeichnungen, Anmerkungen) | Höchstplatzierung, Gesamtwochen, AuszeichnungChartplatzierungen (Jahr, Titel, Album, Platzierungen, Wochen, Auszeichnungen, Anmerkungen) | Höchstplatzierung, Gesamtwochen, AuszeichnungChartplatzierungen (Jahr, Titel, Album, Platzierungen, Wochen, Auszeichnungen, Anmerkungen) | Anmerkungen            |
| Jahr | Titel Album                          | DE | AT | CH | UK | US | R&B | Anmerkungen            |
| ---- | ------------------------------------ | --- | --- | --- | --- | --- | --- | ---------------------- |
| 2002 | Why Don’t We Fall In Love All I Have | — | — | — | UK40 (2 Wo.)UK | US23 (13 Wo.)US | R&B9 (18 Wo.)R&B | feat. Ludacris         |
| 2002 | Talkin’ to Me All I Have             | — | — | — | — | US51 (15 Wo.)US | R&B18 (20 Wo.)R&B |                        |
| 2003 | Paradise –                           | — | — | — | UK18 (8 Wo.)UK | — | — | LL Cool J feat. Amerie |
| 2005 | 1 Thing Touch                        | DE34 (9 Wo.)DE | AT54 (7 Wo.)AT | CH28 (21 Wo.)CH | UK4 Platin · (25 Wo.)UK | US8 Gold + Gold (Mastertone) · (20 Wo.)US                                                                                                | R&B1 (26 Wo.)R&B |                        |
| 2005 | Touch                                | — | — | CH43 (6 Wo.)CH | UK19 (5 Wo.)UK | — | R&B95 (3 Wo.)R&B |                        |
| 2007 | Take Control Because I Love It       | DE64 (7 Wo.)DE | — | CH67 (3 Wo.)CH | UK10 (8 Wo.)UK | — | R&B66 (12 Wo.)R&B | feat. CeeLo Green      |
| 2007 | Gotta Work Because I Love It         | — | — | — | UK21 (7 Wo.)UK | — | — |                        |
| 2009 | Why R U In Love & War                | — | — | — | — | — | R&B55 (11 Wo.)R&B |                        |

Weitere Singles
- 2003: I’m Coming Out (Manhattan Love Story – Soundtrack)
- 2005: Talkin’ About